# Laila Ali
Laila Ali (* 30. prosince 1977, Miami Beach, USA) je bývalá americká profesionální boxerka.

## Život
Narodila se jako osmé z devíti dětí svého otce, boxera Muhammada Aliho. Její matkou se stala jeho třetí manželka Veronica Porsche.
Než se začala věnovat boxu, pracovala jako manikérka ve vlastním nehtovém studiu. Boxovat začala v 18 letech, k prvnímu zápasu nastoupila jako 21letá v říjnu 1999.
V roce 2001 se v ringu utkala s Jackie Frazier-Lyde, dcerou jiného slavného boxera – Joe Fraziera. Souboj byl označen jako Ali/Frazier IV v narážce na tři legendární zápasy jejich otců. Těsně na body zvítězila rozhodnutím jediného ze tří rozhodčích Laila Ali. Podle zbylých dvou sudí zápas skončil nerozhodně.
Naposledy ve své profesionální kariéře boxovala v únoru 2007. Celkově se zúčastnila 24 zápasů, ani jednou nebyla poražena. Byla však podezírána z toho, že v zájmu udržení nepřerušené série vítězství se pod záminkami vyhýbala silným soupeřkám, např. Ann Wolfe.

## Rodina
Laila Ali je podruhé vdaná, jejím druhým manželem je od roku 2007 bývalý hráč NFL Curtis Conway. Mají spolu syna a dceru.